# Campo de Criptana
Campo de Criptana är en kommunhuvudort i Spanien. Den ligger i provinsen Provincia de Ciudad Real och regionen Kastilien-La Mancha, i den centrala delen av landet, 120 km söder om huvudstaden Madrid. Campo de Criptana ligger 711 meter över havet och antalet invånare är 15 006.
Terrängen runt Campo de Criptana är huvudsakligen platt. Campo de Criptana ligger uppe på en höjd.Runt Campo de Criptana är det ganska glesbefolkat, med 42 invånare per kvadratkilometer. Närmaste större samhälle är Alcázar de San Juan, 7,3 km väster om Campo de Criptana. Trakten runt Campo de Criptana består till största delen av jordbruksmark.